# Marta Hučková
Marta Hučková Kocianová (Nyitra, 1955. július 6.) szlovák művészettörténész.

## Élete
1978-1983 között a Comenius Egyetemen végzett. 2005-ben a Nyitrai Konstantin Filozófus Egyetemen doktorált.
1976-1984 között Pozsonyban a Képzőművészeti Alapban (Fond výtvarných umení) dolgozott, közben 1980-1981-ben szakmai gyakorlaton volt a Kulturális Minisztériumban. 1987-1993 között a Képzőművészeti Alap nyitrai részlegén dolgozott. 1988-1989-ben a Nyitrai Pedagógiai Karon oktatott, 1997-2015 között a Nyitrai Galéria tudományos kutatója. Az általa összeállított kiállítások Szlovákiában és külföldön is megfordultak.
Több nyitrai művész tevékenységét dolgozta fel. 2009-ben a Nagytapolcsányi Galéria alapítója volt, melynek főkurátora. 2016-tól a pozsonyi Szlovák Művészeti Társaskör (Umelecká beseda slovenská) igazgatótanácsának tagja. Több művészeti intézmény együttműködője, illetve szimpóziumok szervezője.

## Művei[pontosabban?]
- 2010 Maximilián Schurmann (1890-1960)
- Spomienky na Štefana Valenta (1908-2007)[3]
- 2006 Súpútníci.
- 2004 Edmund Massányi in memoriam.